# Sulla strada (singolo Francesco De Gregori)
Sulla strada è il primo singolo estratto dall'omonimo album di Francesco De Gregori.

## Il brano
Il brano è stato reso disponibile in radio e su iTunes dal 28 settembre 2012, poco tempo prima della pubblicazione dell'album.
È un'edizione speciale a tiratura limitata prodotta da Guido Guglielminetti.
La canzone è una ballata elettro-acustica dal ritmo serrato.

## Formazione
- Francesco De Gregori: voce, chitarra
- Lucio Bardi: chitarra acustica,
- Paolo Giovenchi: chitarra acustica, chitarra elettrica, cori
- Stefano Parenti: batteria, percussioni
- Guido Guglielminetti: basso
- Alessandro Valle: pedal steel guitar
- Alessandro Arianti: pianoforte, piano wurlitzer
- Elena Cirillo: violino e cori
- Lalla Francia: cori

## Produzione
- Produttore: Guido Guglielminetti
- Registrazione e mixaggio: Gianmario Lussana presso Terminal 2 a Roma
- Mastering: Fabrizio De Carolis, presso Reference Mastering a Roma